# Dwarshuisboerderij (Tweede Exloërmond)
De dwarshuisboerderij in Tweede Exloërmond is een monumentale boerderij, die gebouwd is op het einde van de 19e eeuw. Het pand is gelegen aan het Zuiderdiep 291 in de Drentse plaats Tweede Exloërmond.

## Beschrijving
De dwarshuisboerderij in de Tweede Exloërmond werd op het einde van de 19e eeuw werd gebouwd in opdracht van de vervener en koopman Johannes Veldkamp. Deze Veldkamp was geboren in Nieuwe Pekela en was via Stadskanaal naar het Drents veenkoloniale gebied verhuisd. Aanvankelijk was hij landbouwer, maar hij verwierf vanaf 1900 steeds meer veengebieden en trad op als vervener. Het voorhuis van de door hem gebouwde dwarshuisboerderij gebruikte hij als winkel. In de jaren twintig van de 20e eeuw werd de winkelpui in de voorgevel vervangen door een nieuwe entree. Bij de vormgeving hiervan werd aangesloten bij de eclectische stijl waarin het huis was gebouwd, waarbij vooral gebruikgemaakt was van neoclassicistische elementen. Mede door de aangebrachte wijziging kreeg de voorgevel een asymmetrisch uiterlijk. De in expressionistische stijl vormgegeven entree bestaat uit een stoep met portiek en toegangsdeur tot de woning. Direct naast de deur bevinden zich twee smalle vensters, zijlichten genoemd. Boven de deur is een luifel aangebracht die rust op twee zuilen met bloembakken. Boven en naast de zuilen en de luifel zijn langwerpige vensters - twee staand en één liggend - met glas in loodramen en ontlastingsbogen. Linksboven de entree steekt een dakkapel boven de dakpartij uit. De dakkapel bevindt zich precies in het midden van de woning, maar niet in het midden van de entreepartij waardoor het asymmetrisch karakter van de gevel wordt geaccentueerd. De dakkapel heeft een balkon met openslaande deuren en voorzien van een smeedijzeren hek. De voorgevel heeft aan de linkerzijde van de entreepartij twee vensters en aan de rechterzijde één venster, eveneens onder ontlastingsbogen. Alle boogvelden, zowel van het oude als van het nieuwe gevelgedeelte, bezitten een mozaïekpatroon.
Het pand is erkend als provinciaal monument onder meer vanwege de cultuurhistorische, de architectuurhistorische en de stedenbouwkundige waarde. De boerderij, in combinatie met de oorspronkelijke vervenerswinkel, is een symbool van de geschiedenis van de vervening in het Drents-Groningse veenkoloniale gebied. Het pand lag markant aan de inmiddels gedempte mond, een dwarskanaal van het Stadskanaal. Ook de decoratieve elementen, de mate van gaafheid en zeldzaamheid speelden een rol bij de aanwijzing tot provinciaal monument.